# Lago Traful
Lago Traful är en sjö i Argentina.   Den ligger i provinsen Neuquén, i den sydvästra delen av landet, 1 300 km sydväst om huvudstaden Buenos Aires. Lago Traful ligger 805 meter över havet. Arean är 76 kvadratkilometer. Den sträcker sig 19,5 kilometer i nord-sydlig riktning, och 25,1 kilometer i öst-västlig riktning.
Följande samhällen ligger vid Lago Traful:
- Villa Traful (400 invånare)

I omgivningarna runt Lago Traful växer i huvudsak blandskog. Runt Lago Traful är det mycket glesbefolkat, med 3 invånare per kvadratkilometer.